# هوبير كونستنت
هوبير كونستنت (بالفرنسية: Hubert Constant)‏ هو كاهن كاثوليكي هايتي، ولد في 18 سبتمبر 1931 في كامب بيرن في هايتي، وتوفي في 23 سبتمبر 2011 في هايتي.